# CR Juventus Audax Roma

Schematisch overzicht van fusies van voetbalclubs die in AS Roma zijn opgegaan

CR Juventus Audax Roma was een Italiaanse voetbalclub uit de hoofdstad Rome.

## Geschiedenis

### Juventus Roma
De club werd als Società Sportiva Juventus Roma opgericht op 2 juni 1905 en was zoals wel meerdere clubs uit die tijd niet enkel een voetbalclub, maar een sportclub die in meerdere sporttakken actief was. De naam werd geïnspireerd op Juventus Turijn. In 1907 schreef de club zich in voor het kampioenschap van Rome. In deze tijd was er nog geen nationaal kampioenschap zoals nu. De competitie die de Italiaanse landskampioen aanduidde was op dit ogenblik enkel toegankelijk voor Noord-Italiaanse clubs. Juventus startte in de tweede klasse en speelde daar tegen de reserveteams van Lazio en FBC Roma.
In 1912/13 nam de club deel aan het eerste kampioenschap dat ook voor Zuid-Italiaanse clubs toegankelijk was en werd tweede in de groep Latium achter Lazio. Het volgende seizoen moest de club zowel Lazio als Roman voor laten gaan en in 1914/15 werd de clubs zelfs laatste.

### Juventus Audax Roma
Na de Eerste Wereldoorlog fusioneerde de club met Audax Roma, niet te verwarren met Audace Roma, en nam zo de naam CR Juventus Audax Roma aan. De club eindigde steeds in de subtop tot 1923/24 toen de laatste plaats behaald werd. In 1925 werd de club opgeheven.